# Społeczność wikipedystów

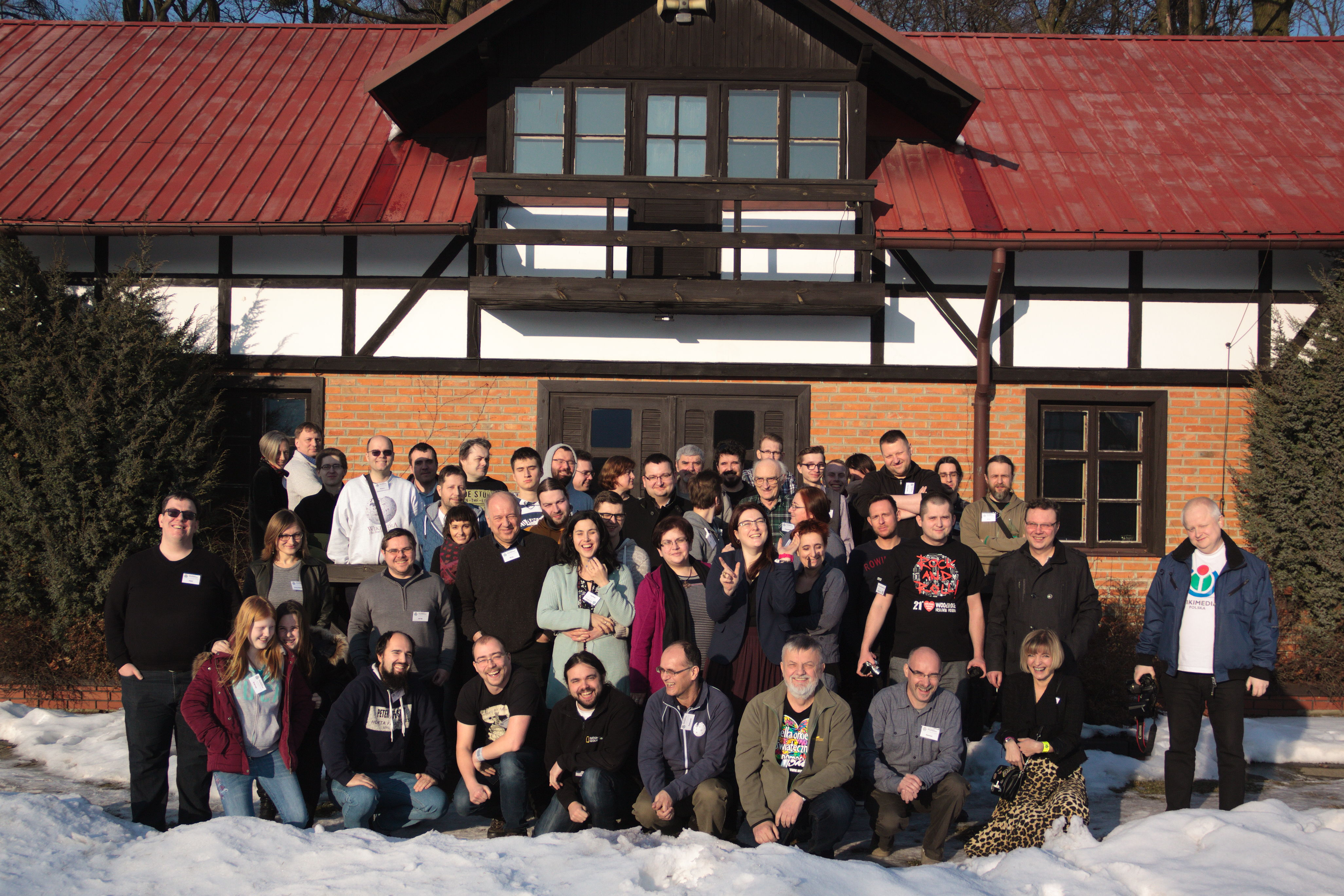
Część społeczności polskojęzycznych wikipedystów, Zlot Zimowy Wikimedia Polska w Tworzyjankach (2017)

Społeczność wikipedystów – społeczność autorów encyklopedii internetowej Wikipedia.
Wikipedysta to internauta zajmujący się tworzeniem i edytowaniem Wikipedii. W sierpniu 2012 roku, słowo Wikipedian (wikipedysta) dodano do Oxford English Dictionary.
Prawie wszyscy wikipedyści są wolontariuszami. Wraz ze wzrostem dojrzałości i widoczności Wikipedii pojawiły się inne kategorie wikipedystów, takie jak wikipedysta-rezydent. Wikipedystami nie są użytkownicy Internetu, którzy okazjonalnie edytują Wikipedię lub proponują wykonanie zmian .

## Liczebność i zaangażowanie
| kolor | liczba wikipedystów |
| ----- | ------------------- |
|       | 11–20               |
|       | 21–50               |
|       | 51–150              |
|       | ponad 150           |

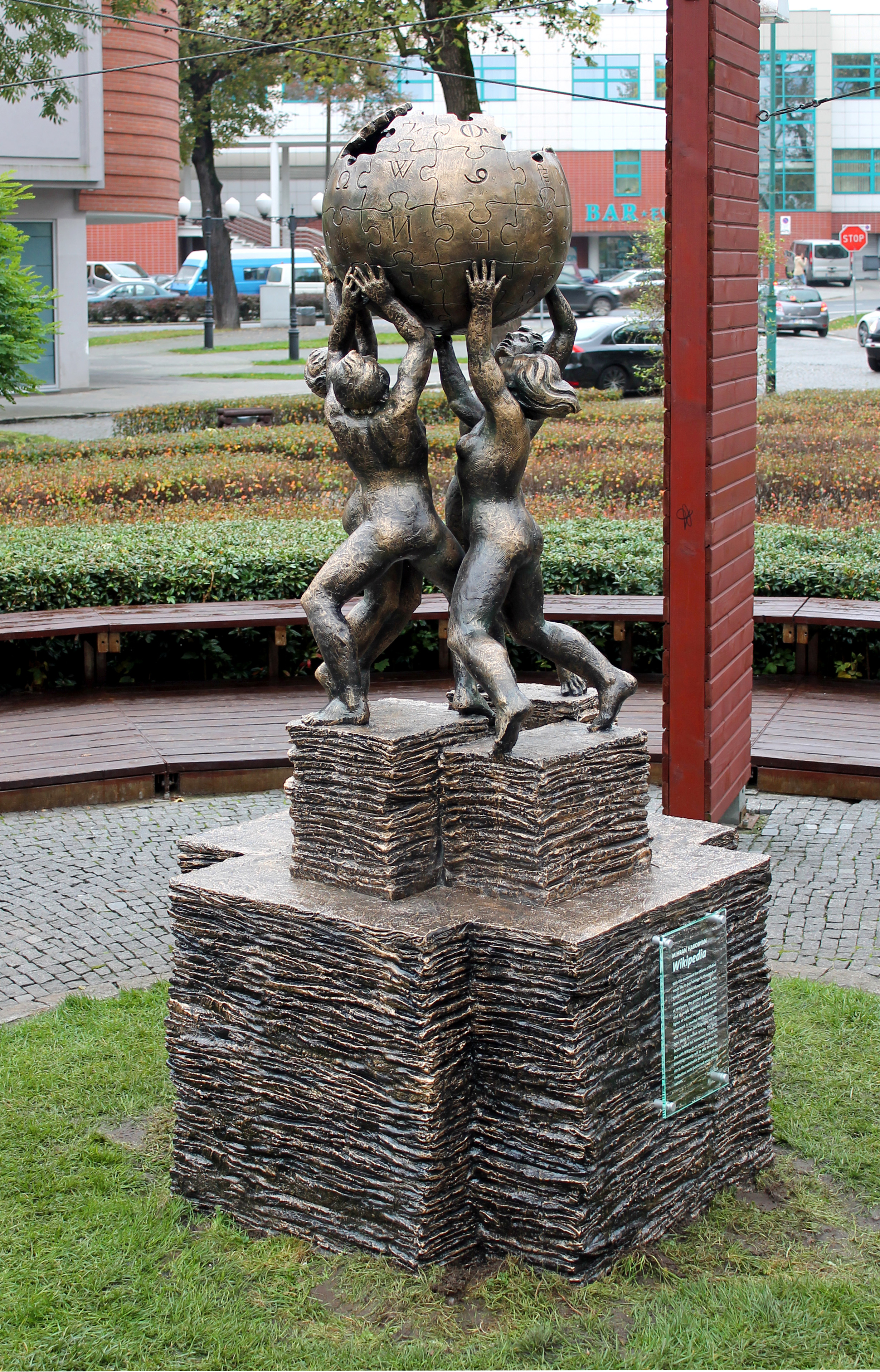
Pomnik Wikipedii w Słubicach. Część napisu głosi: „Społeczeństwo Słubic pragnie pomnikiem tym oddać hołd tysiącom anonimowych redaktorów na świecie, dzięki których bezinteresownej pracy powstaje Wikipedia, największy projekt współtworzony przez ludzi ponad podziałami politycznymi, religijnymi i kulturowymi”

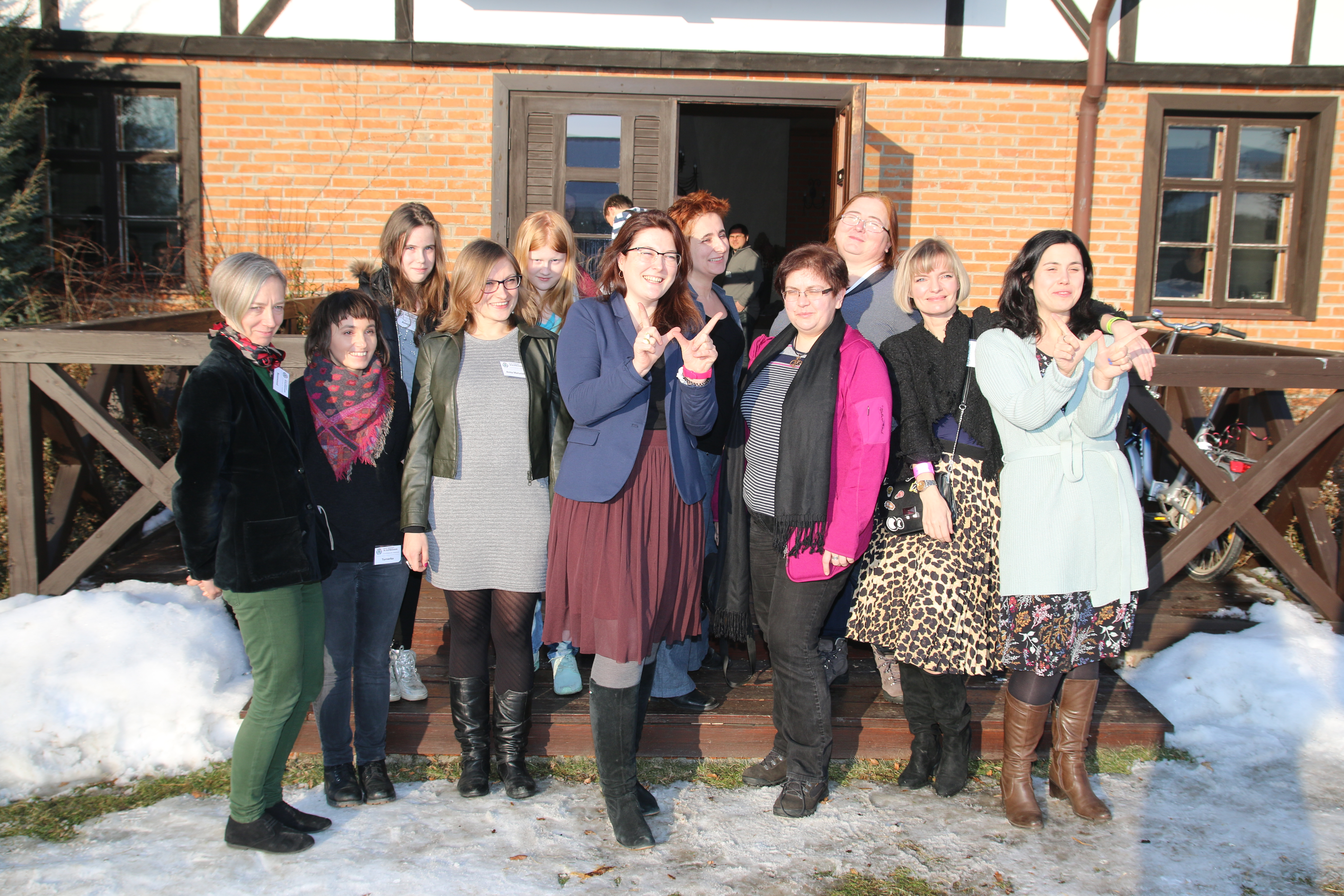
Niektóre wikipedystki – zlot zimowy Tworzyjanki 2017

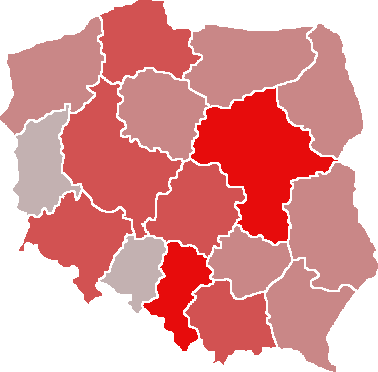
Mapa polskich wikipedystów w każdym z województw – stan na 30 października 2006

Badania liczby wikipedystów wykazały gwałtowny wzrost w ciągu pierwszych lat rozwoju Wikipedii. W kwietniu 2008 pisarz i wykładowca Clay Shirky oraz naukowiec Martin Wattenberg szacowali, że całkowity czas potrzebny na tworzenie Wikipedii to około 100 milionów godzin. W lutym 2016 było około 60,4 mln zarejestrowanych kont użytkowników we wszystkich wersjach językowych, z których około 263 000 było „aktywnych” (było im przypisane autorstwo przynajmniej jednej edycji w ciągu ostatnich 30 dni).
W grudniu 2015 w polskojęzycznej Wikipedii z 1064 kont wykonano więcej niż 5 edycji. Według stanu na 2013 około połowa aktywnych wikipedystów anglojęzycznej Wikipedii spędzała co najmniej jedną godzinę dziennie na edytowaniu, a co piąty spędzał ponad trzy godziny dziennie.

## Motywacja
Przeprowadzono różne badania motywacji uczestników Wikipedii. W 2003 doktorant Andrea Ciffolilli stwierdził, że niskie koszty transakcyjne udziału w wiki stanowią katalizator dla wspólnego rozwoju oprogramowania i że koncepcja wspólnej twórczości zachęca do wzięcia udziału. W artykule autorstwa Andrea Forte i Amy Bruckman z 2005 znalazła się analiza możliwych motywacji wikipedystów. Zastosowano tam koncepcję cyklu zaufania Latoura i Woolgara, która zakłada, że przyczyną uczestnictwa w Wikipedii jest chęć zdobycia uznania w społeczeństwie.
Oded Nov w artykule z 2007 zatytułowanym What Motivates Wikipedians, zestawił motywację ogółu wolontariuszy z motywacją wikipedystów. Przeprowadził ankietę, w której umieścił sześć typów motywacji, określonych na podstawie wcześniejszej publikacji. Były to:
- wartości – wyrażanie altruizmu i pomaganie innym,
- społeczność – interakcja z przyjaciółmi, branie udziału w działalności pozytywnie ocenianej przez innych,
- zrozumienie – zdobywanie wiedzy poprzez działalność,
- kariera – zdobywanie doświadczenia i umiejętności,
- obrona – np. zmniejszanie poczucia winy z powodu uprzywilejowania,
- uwydatnienie – demonstracja wiedzy wobec innych.

Do tych sześciu motywacji dodał również:
- ideologia – wspieranie podstawowej ideologii aktywności (na przykład przekonanie, że wiedza musi być bezpłatna),
- przyjemność – czerpanie satysfakcji z działalności.

Badanie dowiodło, że najczęstszymi typami były „przyjemność”, „ideologia” i „wartości”, podczas gdy najrzadziej występowały „kariera”, „społeczność” i „obrona”.
Wikimedia Foundation prowadzi ankiety wśród twórców i użytkowników Wikipedii. Jedną z nich przeprowadzono w 2008 wraz z Collaborative Creativity Group z UNU-Merit. Jak dotąd jest to najbardziej obszerne badanie wikipedystów. Wyniki badań zostały opublikowane dwa lata później, 24 marca 2010. Wikimedia Foundation w 2011 w cyklu półrocznym rozpoczęła prowadzenie badań, których celem było to by edytorzy Wikipedii byli lepiej rozumiani przez Fundację i w efekcie potrzeby edytorów – zaspokojane.
Heng-Li Yang i Cheng-Yu Lai w publikacji Motivations of Wikipedia content contributors przedstawili hipotezę, według której najsilniejszym czynnikiem motywującym jest indywidualne zadowolenie z tworzenia Wikipedii, jako że jest to czynność wolontariacka. Ich badania dowiodły, że mimo iż wiele osób z początku nie edytuje Wikipedii dla przyjemności, najbardziej prawdopodobną motywacją u osób kontynuujących edytowanie jest „lubię dzielić się wiedzą i daje mi to poczucie osobistego osiągnięcia”.
Następne badanie tych autorów z 2014 było poświęcone powodom, dla których autorzy Wikipedii kontynuują edytowanie. Badano autorów anglojęzycznej Wikipedii i uzyskano 288 pełnych odpowiedzi. Wyniki potwierdziły tezę, że dla satysfakcji wikipedystów znaczenie mają indywidualnie wyznaczane zadania, zaangażowanie i „sprawiedliwość proceduralna”; z kolei satysfakcja ma znaczny wpływ na decyzję o kontynuacji edytowania Wikipedii.
Czasami wikipedyści sami wyznają, dlaczego edytują Wikipedię. Powszechnym motywem jest radość z edytowania i bycie częścią społeczności. Wspomina się także wciągający charakter edytowania Wikipedii. Gina Trapani z Lifehackera powiedziała: „wychodzi na to, że edytowanie wcale nie jest straszne. Jest łatwe, zaskakująco satysfakcjonujące, a staje się obsesyjnie wciągające”. Jimmy Wales także odniósł się do wciągającej siły Wikipedii: „rzecz głównie w tym, że Wikipedia jest fajna i wciągająca”. Wikipedyści przyznają sobie wzajemnie i efektom swojej pracy wyróżnienia stanowiące pochwałę dobrze wykonanej pracy. Te dostosowane do konkretnej osoby wyrazy wdzięczności uwidaczniają szereg osiągnięć dalekich od prostego edytowania, m.in. udzielone wsparcie w społeczności lub różne rodzaje pracy na zapleczu Wikipedii. Fenomen odznaczeń był przedmiotem badań naukowców próbujących ustalić, jaki wpływ mogłyby mieć odznaczenia w innych licznych współpracujących społecznościach.

## Role społeczne
Wikipedyści podejmują takie działania, które w danej chwili uważają za atrakcyjne lub wartościowe. Jednakże liczebność i zaangażowanie wikipedystów oraz obowiązujące standardy jakości artykułów hasłowych wymuszają specjalizację wykonywanych działań. Sebastian Skolik, badając role społeczne przyjmowane przez twórców Wikipedii, posłużył się typologią R.M. Belbina (nazwy ról podane w nawiasie) i wyróżnił:
- „hakerów” (myśliciel) – rozwijających oprogramowanie Wikipedii,
- witających (poszukiwacz źródeł) – nawiązujących kontakty na zewnątrz, wprowadzających nowych użytkowników,
- inicjatorów (koordynator) – zachęcających innych do podejmowania określonych zadań,
- lokomotywy – w typologii Belbina są to osoby zdeterminowane do pokonywania przeszkód; według Skolika często przyjmują one także rolę inicjatorów,
- analityków (krytyk) – osoby sceptyczne wobec nowych koncepcji,
- mediatorów (dusza zespołu) – łagodzących spory i reprezentujących tych, którzy nie umieją przedstawić swojego stanowiska (np. nowych wikipedystów),
- wykonawców (realizator) – dysponujących wiedzą lub umiejętnościami, przyjmujących zadania zlecane przez innych,
- „gnomy” i „patrolujących” (skrupulatny wykonawca) – odpowiednio: wykonujących drobne prace oraz śledzących najnowsze zmiany i odnajdujących błędy,
- ekspertów (specjalista) – osoby o specjalistycznej wiedzy i doświadczeniu; według Skolika eksperci często występują także jako analitycy[3] .

Skolik stwierdził, że problemem może być konieczność występowania w wielu rolach. Według niego wikipedyści są niechętni wobec przyjmowania nowych ról, nawet jeśli wiązałoby się to z korzyściami, ponieważ łączenie ról jest uciążliwe .
Dariusz Jemielniak postrzega role wikipedystów jako osadzone w quasi-hierarchicznym układzie. Wymienił: stewardów, checkuserów, rewizorów, biurokratów, administratorów, użytkowników uprawnionych do szybkiego cofania zmian, użytkowników zarejestrowanych, świeżo zarejestrowanych, niezarejestrowanych i zablokowanych. Grupy te różnią się dostępem do zestawów narzędzi zdefiniowanych przez oprogramowanie Wikipedii. Zdaniem Jemielniaka „z uwagi na uczestniczącą i egalitarną strukturę projektu sama obecność uprzywilejowanych ról wywołuje nieproporcjonalne do swojego charakteru niepokoje”.

## Komunikacja

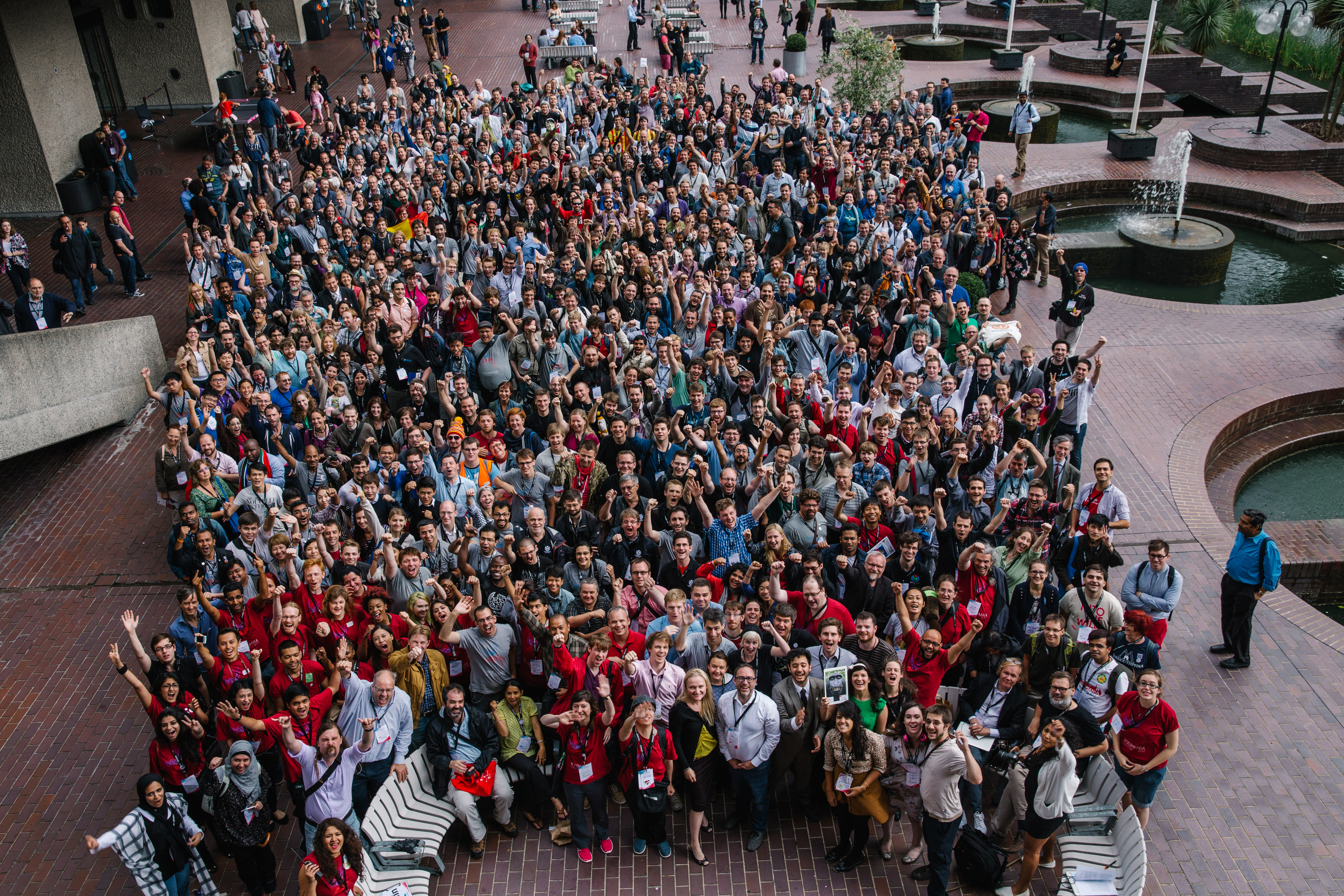
Zdjęcie grupowe uczestników Wikimanii w 2014 w Londynie

Co roku jest organizowana Wikimania – międzynarodowa konferencja użytkowników serwisów Wikimedia Foundation (takich jak Wikipedia i inne projekty siostrzane). Tematy prezentacji i dyskusji dotyczą projektów Wikimedia Foundation, innych serwisów wykorzystujących technologię wiki i pozostałych przedsięwzięć z rodziny open source, wolnej kultury, otwartej edukacji oraz ich społecznych i technicznych aspektów.

## Krytyka
Wikipedia jest przedmiotem krytyki. Niektóre argumenty dotyczą społeczności wikipedystów. Chodzi m.in. o konsekwencje anonimowości użytkowników, stosunek do nowych użytkowników, nadużywanie uprawnień przez administratorów, nadreprezentację niektórych grup społecznych (w szczególności nieproporcjonalnie mały udział kobiet) i o rolę współzałożyciela Wikipedii Jimmy’ego Walesa w społeczności. Sue Gardner, była dyrektor wykonawcza Wikimedia Foundation, opisała wikipedystów jako „zrzędliwych starych biurokratów, którzy znają zasady od deski do deski”. Kontrowersje budzi praktyka płacenia za edytowanie, czego skutkiem było wystosowanie żądania zaprzestania działalności skierowane przez Wikimedia Foundation do Wiki-PR. Według Teresy Knott, wikipedystki, „wandalizmy byłyby trudne do patrolowania, jeżeli wandale byliby bardziej liczni, ale stosunek wandali do nie-wandali jest dość niski”.
Współzałożyciel Wikipedii Larry Sanger określa społeczność wikipedystów jako nieudolną i znieważającą, stwierdzając, że „społeczność nie wprowadza własnych zasad w sposób efektywny i jednolity. W konsekwencji administratorzy i zwykli wikipedyści łatwo zachowują się niewłaściwie, bezkarnie, co rodzi niekończący się ciąg nadużyć”. Oliver Kamm z The Times wyraził sceptycyzm wobec wikipedyjnego polegania na konsensusie w sprawach dotyczących pisania artykułów: „Wikipedia dąży nie do prawdy, a do konsensusu, i – jak w przypadku niekończącego się spotkania polityków – na wynik końcowy najbardziej wpłyną najgłośniejsze i najbardziej uporczywe głosy”.

## Uznanie
W 2014 w Słubicach wzniesiono pomnik Wikipedii na cześć wikipedystów.
W 2015 społeczności wikipedystów przyznano Nagrodę Erazmusa za „rozpowszechnianie wiedzy w formie powszechnej i ogólnie dostępnej encyklopedii. Aby to osiągnąć, inicjatorzy Wikipedii zaprojektowali nową i efektywną demokratyczną platformę. Nagroda należy się Wikipedii jako społeczności – projekt współpracy angażujący dziesiątki tysięcy wolontariuszy z całego świata”.